# Campeonato Europeo de Taekwondo de 1990
El VIII Campeonato Europeo de Taekwondo se realizó en Århus (Dinamarca) entre el 18 y el 21 de octubre de 1990 bajo la organización de la Unión Europea de Taekwondo (ETU) y la Federación Danesa de Taekwondo.

## Medallistas

### Masculino
| Evento | Oro                            | Plata                           | Bronce                                                     |
| ------ | ------------------------------ | ------------------------------- | ---------------------------------------------------------- |
| –50 kg | Gergely Salim Dinamarca        | Cihat Kutluca Turquía           | Salah Abousaid · Francia · Thomas Hermann · Alemania       |
| –54 kg | Josef Salim Dinamarca          | Thierry Dedegbe Francia         | Ekrem Boyalı · Turquía · Francisco Hernán · España         |
| –58 kg | Michael Østergaard Dinamarca   | Domenico D'Alise · Italia       | Ángel Alonso Ríos · España · Alberto Kleber · Países Bajos |
| –64 kg | Musa Çiçek · Alemania          | Sadık Oflu Turquía              | Tommy Mortensen Dinamarca Hubert Sinègre Francia           |
| –70 kg | Georg Streif · Alemania        | Eleftherios Glanias · Grecia    | Timo Karjalainen · Finlandia · Enrique Mendaza · España    |
| –76 kg | Antonio Pérez Acevedo · España | Osman Şener Özsoy Turquía       | Nico Forsberg · Suecia · Marcello Pezzolla · Italia        |
| –83 kg | Metin Şahin Turquía            | Leendert Verwaij · Países Bajos | Lennox Carty Reino Unido Robert Tomašević Yugoslavia       |
| +83 kg | Ali Şahin Turquía              | Tonny Sørensen Dinamarca        | Nebojsa Ciric · Países Bajos · Ivan Radoš · Yugoslavia     |

### Femenino
| Evento | Oro                              | Plata                           | Bronce                                                   |
| ------ | -------------------------------- | ------------------------------- | -------------------------------------------------------- |
| –43 kg | Arzu Ceylan Turquía              | Helle Panzieri Dinamarca        | Sabrina Agarbati · Italia · María Rosa Moreno · España   |
| –47 kg | Serpil Gür Turquía               | Piera Muggiri · Italia          | Loles Ballester · España · Aleka Frantzi · Grecia        |
| –51 kg | Anne-Mette Christensen Dinamarca | Raquel Palacios · España        | Triantafillia Karasiuna · Grecia · Döndü Şahin · Turquía |
| –55 kg | Sarah Maitimu · Países Bajos     | Idoya Jiménez · España          | Sibel Dinçer · Turquía · Yvonne Tillmann · Alemania      |
| –60 kg | Ziyada Boztepe Turquía           | Judith Pirchmoser · Austria     | Elena Benítez · España · Patricia Reynolds · Francia     |
| –65 kg | Coral Bistuer · España           | Kirsimarja Koskinen · Finlandia | Brigitte Gefroy Francia Şeyda Şerifoğlu Turquía          |
| –70 kg | Angelika Biegger · Italia        | Gunhild Wallden · Noruega       | Yahzi Hava · Turquía · Veera Liukkonen · Finlandia       |
| +70 kg | Bettina Hipf · Alemania          | Mine Arduç Turquía              | Guethimani Orfanidu · Grecia · Anna Widehov · Suecia     |

## Medallero
| Núm. | País         | Oro | Plata | Bronce | Total |
| ---- | ------------ | --- | ----- | ------ | ----- |
| 1    | Turquía      | 5   | 4     | 5      | 14    |
| 2    | Dinamarca    | 4   | 2     | 1      | 7     |
| 3    | Alemania     | 3   | 0     | 2      | 5     |
| 4    | España       | 2   | 2     | 6      | 10    |
| 5    | Italia       | 1   | 2     | 2      | 5     |
| 6    | Países Bajos | 1   | 1     | 2      | 4     |
| 7    | Francia      | 0   | 1     | 4      | 5     |
| 8    | Grecia       | 0   | 1     | 3      | 4     |
| 9    | Finlandia    | 0   | 1     | 2      | 3     |
| 10   | Austria      | 0   | 1     | 0      | 1     |
| 10   | Noruega      | 0   | 1     | 0      | 1     |
| 12   | Suecia       | 0   | 0     | 2      | 2     |
| 12   | Yugoslavia   | 0   | 0     | 2      | 2     |
| 14   | Reino Unido  | 0   | 0     | 1      | 1     |
|      | TOTAL        | 16  | 16    | 32     | 64    |